# Izvoru (gmina Vânătorii Mici)
Izvoru – wieś w Rumunii, w okręgu Giurgiu, w gminie Vânătorii Mici. W 2011 roku liczyła 860 mieszkańców.